# Iguanodon anglicus
Iguanodon anglicus tillhörde familjen iguanodonter och ordningen fågelhöftade dinosaurier. Den var 10 meter lång, vägde 4,5 till 5 ton och levde av sega växter. En lång historia ligger bakom namngivandet av detta underliga djur. Året var 1822 i den lilla staden Lewes i Sussex, England. Lokalläkaren Gideon Mantells fru fann en fossiliserad tand när hennes man var hos en patient. Hennes man var inte bara läkare, han var också en fossilsamlare, så hon gav tanden till sin man. Gideon trodde att tanden kom från ett okänt förhistoriskt djur. När han var på besök på Kungliga läkarsällskapet i London fick han se en tand från en nutida leguan, och då fann han till sin stora förvåning att tanden liknade fossilet han hade hemma! År 1825 döpte han det okända djuret till Iguanodon, ”leguantand”, och det blev den andra döpta dinosaurien i världshistorien. På den tiden trodde man att Iguanodon såg ut som en stor leguan, och man satte dess tumtagg, som djuret också är känt för, på dess nos. Men den allra första kompletta benbyggnaden av en dinosaurie, just Iguanodon, fann man i en kolgruva i Berlin år 1878. Där hittade man inte mindre än 24 individer. Det revolutionerade synen på dinosaurier som stora ödlor. Iguanodon levde för 130 miljoner år sedan i mitten av Kritaperioden i Europa, USA, Asien och Afrika. Förutom Iguanodon anglicus har man funnit Iguanodon bernissartensis, I. dawsoni, I. fittoni, I. hoggi, I. lakotaensis och I. ottingeri.